# Парк-Роу-билдинг
Парк-Роу-билдинг (англ. Park Row Building) — небоскрёб в Нью-Йорке, на Парк-Роу. Имеет несколько адресов: 15 Парк-Роу, 13-21 Парк-Роу, 3 Сиэтэр-Элли, 13 Энн-стрит. Проектировал здание Р. Х. Робертсон, пионер в строительстве стальных небоскрёбов, конструкцию помогла создать фирма Натаниэля Робертса.
В 1999 году Комиссия по сохранению достопримечательностей Нью-Йорка внесла Парк-Роу-билдинг в Список достопримечательностей Нью-Йорка (англ. List of New York City Landmarks).

## История

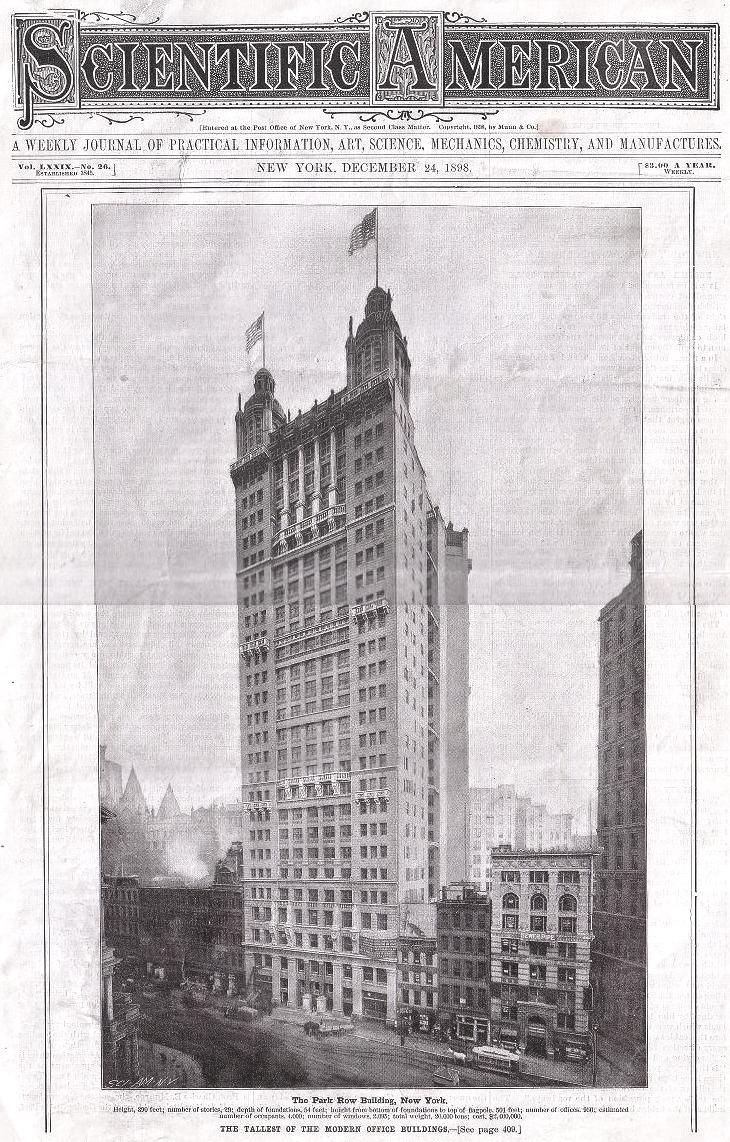
Фотография здания в Scientific American от 24 декабря 1898 года

Строительство началось 20 октября 1896 и закончилось 20 июля 1899 года. Здание стало одним из первых, названных «небоскрёбом». Оно расположилось в так называемом «Газетном ряду» — месте сосредоточения печатной индустрии Нью-Йорка в течение 80 лет начиная с 1840-х годов. Застройщиком выступила Park Row Construction Company, юридический советник которой, Уильям Миллс Айвинс, приобрел участок на своё имя, а затем передал в собственность синдиката. По этой причине здание имело второе название — Айвинс-Синдикейт-билдинг (англ.  Ivins Syndicate Building).
Имея высоту 119,18 м, новый небоскрёб стал высочайшим зданием в мире и сохранял этот статус до 1908 года, уступив первенство Зингер-билдинг. В 1901 году предлагался проект строительства здания высотой 139 м на пересечении 33 улицы и Бродвея, но он не был реализован.
С середины 1899 года зданием через Park Row Realty Company владел инвестиционный банкир, финансировавший строительство метро, Огаст Белмонт (младший). Здесь располагались первый офис метрокомпании Interborough Rapid Transit и первый офис только что созданной Associated Press.
3 мая 1920 года в 4 ч 20 мин из окна 14 этажа выпал Андреа Салседо. Вместе с Роберто Элиа он находился под надзором по подозрению в связи с серией взрывов в Нью-Йорке, Бостоне, Вашингтоне, Филадельфии, Патерсоне, Кливленде и Питтсбурге. На местах взрывов были найдены листовки, озаглавленные «Простые слова» (англ. Plain Words), подписанные «Anarchist Fighters», по шрифту которых была вычислена типография, в которой работали Салседо и Элиа. В течение восьми недель их держали в Парк-Роу-билдинг, ограничив связь с внешним миром. В ночь на 3 мая Салседо погиб: анархисты утверждали, что его вытолкнули в окно полицейские, полиция заявила, что Салседо выпрыгнул сам.

## Конструкция

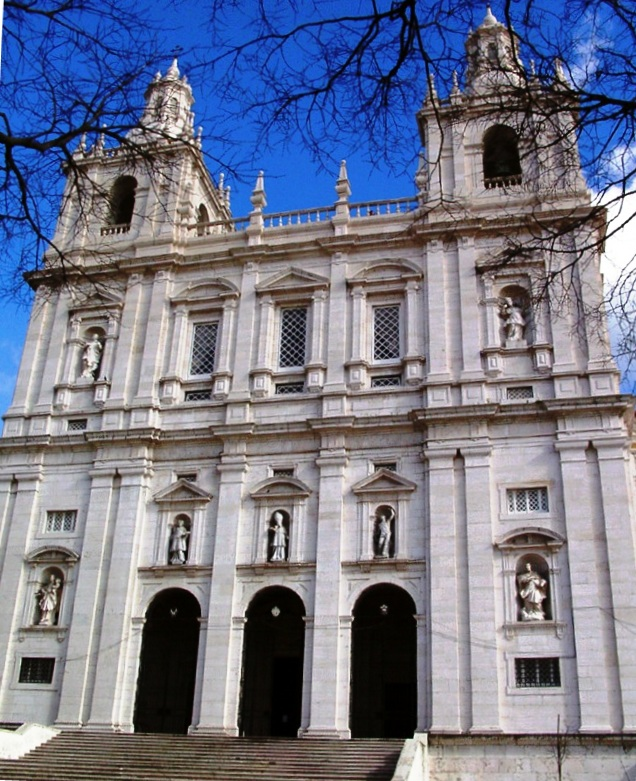
Главный фасад церкви в монастыре Сан-Винсенте-де-Фора

Здание имеет высоту 29 этажей. Симметричный фасад, выходящий на Парк-Роу, имеет отчётливое деление на уровни. Последние три этажа расположены в парных башнях, увенчанных медными куполами. На каждой башне имеется четыре кариатиды и 16 скульптур, созданных Дж. Мэсси Риндом. Вид башен напоминает европейские церкви стиля барокко, в частности, архитектуру монастыря Сан-Висенте-де-Фора в Лиссабоне.
Площадь основания здания — 1400 м². На строительство ушло около 8000 т стали и 12000 других материалов, в основном кирпич и терракоту. Фундамент здания образован 3900 еловыми сваями, вбитыми в мокрый песок, на которые установлены гранитные блоки. Общая стоимость небоскрёба составила $2 400 000.
Внутренние помещения разделены на 950 офисов, рассчитанных на 4 человек каждый. По грубой оценке ежедневно здание посещало 25000 человек, примерно 4000 здесь работало.

## Реакция
В целом горожане с восхищением восприняли новую постройку, многих впечатлила её высота и громадные размеры. Будучи одним из первых небоскрёбов, Парк-Роу-билдинг не менее чем на 15-20 этажей превосходил большинство соседних зданий.
Не имея объектов для сравнения, архитектурное сообщество отзывалось о здании достаточно резко. The New York Times в 1898 году цитировал одного из критиков: «Нью-Йорк — единственный город, в котором мог появиться подобный монстр…», «[боковые фасады] совершенно не впечатляющие и пустые». В 1908 году французский архитектор Огюстен-Адольф Ре писал в статье в The New York Times: «Одна сторона полностью голая — в чём причина, если остальные удостоились внимания?». Критик Жан Шопфер назвал небоскрёб «отвратительным».
Однако были у Парк-Роу-билдинг и поклонники, в том числе фотографы Элвин Лэнгдон Коберн и Чарлз Шилер. Шилер запечатлел здание в фильме Manhatta (1920), созданный при участии Пола Стренда.

## Обновление
В 2000 году был разработан план обновления и перепланировки здания. Он включал преобразование всех этажей с 11-го и выше в жилые. Стоимость переоборудования оценивалась более чем в 30 миллионов долларов. Этажи ниже 11-го оставались коммерческими площадями. К 2002 году был завершен начальный этап обновления.
В настоящее время этажи со 2-го по 8-й частично заняты магазином J&R Music World, Inc.. Квартиры находятся с 11-го по 26-й этаж, в жилые помещения преобразуются 9-й и 10-й этажи. Квартиры, которые могли появиться в башнях, пока не оборудованы.

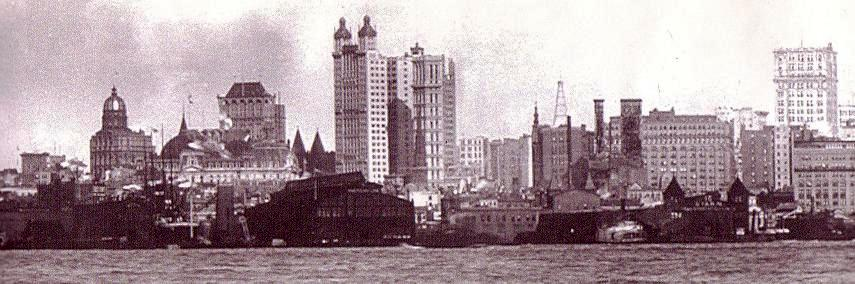
Вид на Манхэттен в 1902 году. В центре — Парк-Роу-билдинг

## Галерея

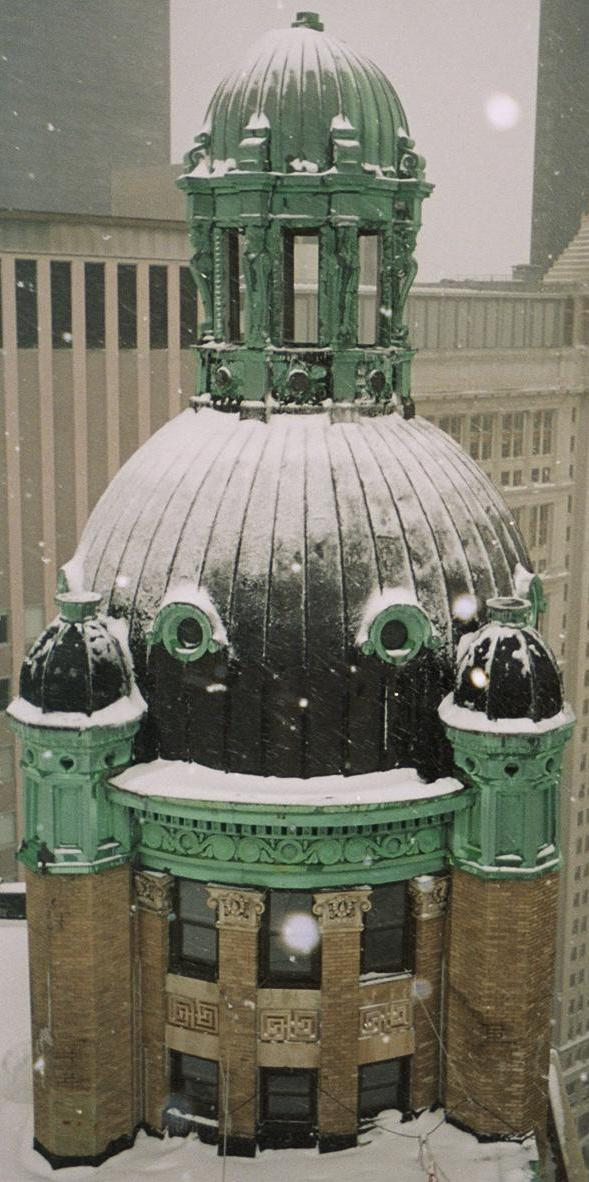
Одна из двух башен
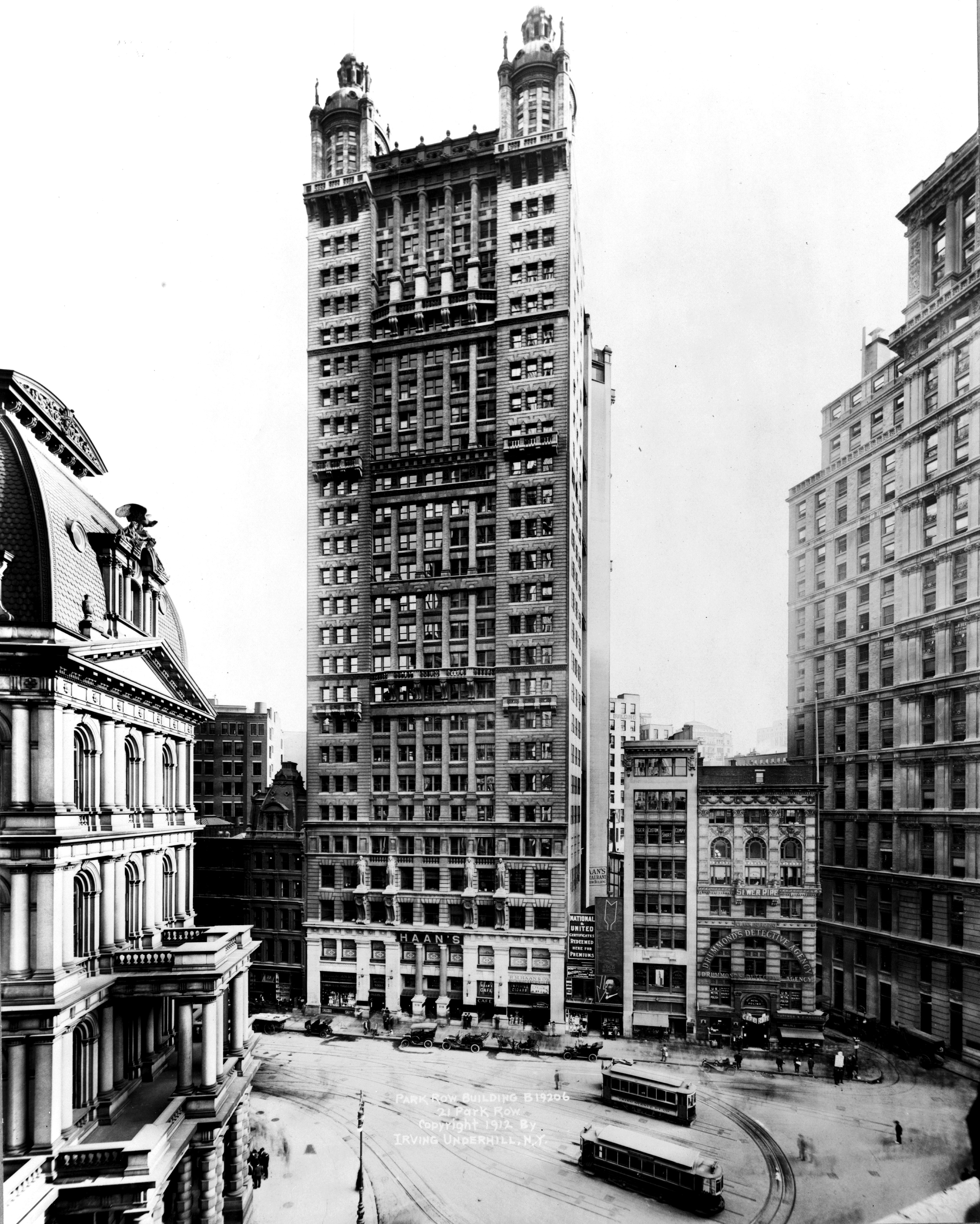
Раннее фото
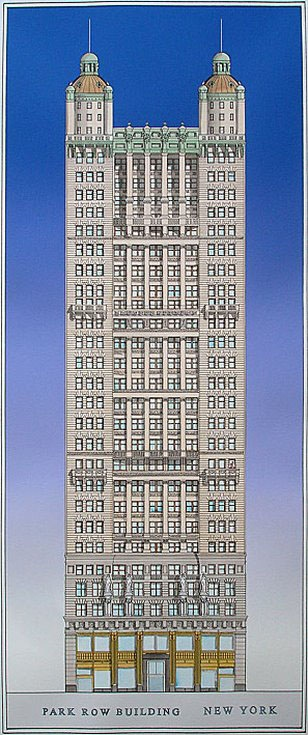
Портрет небоскрёба
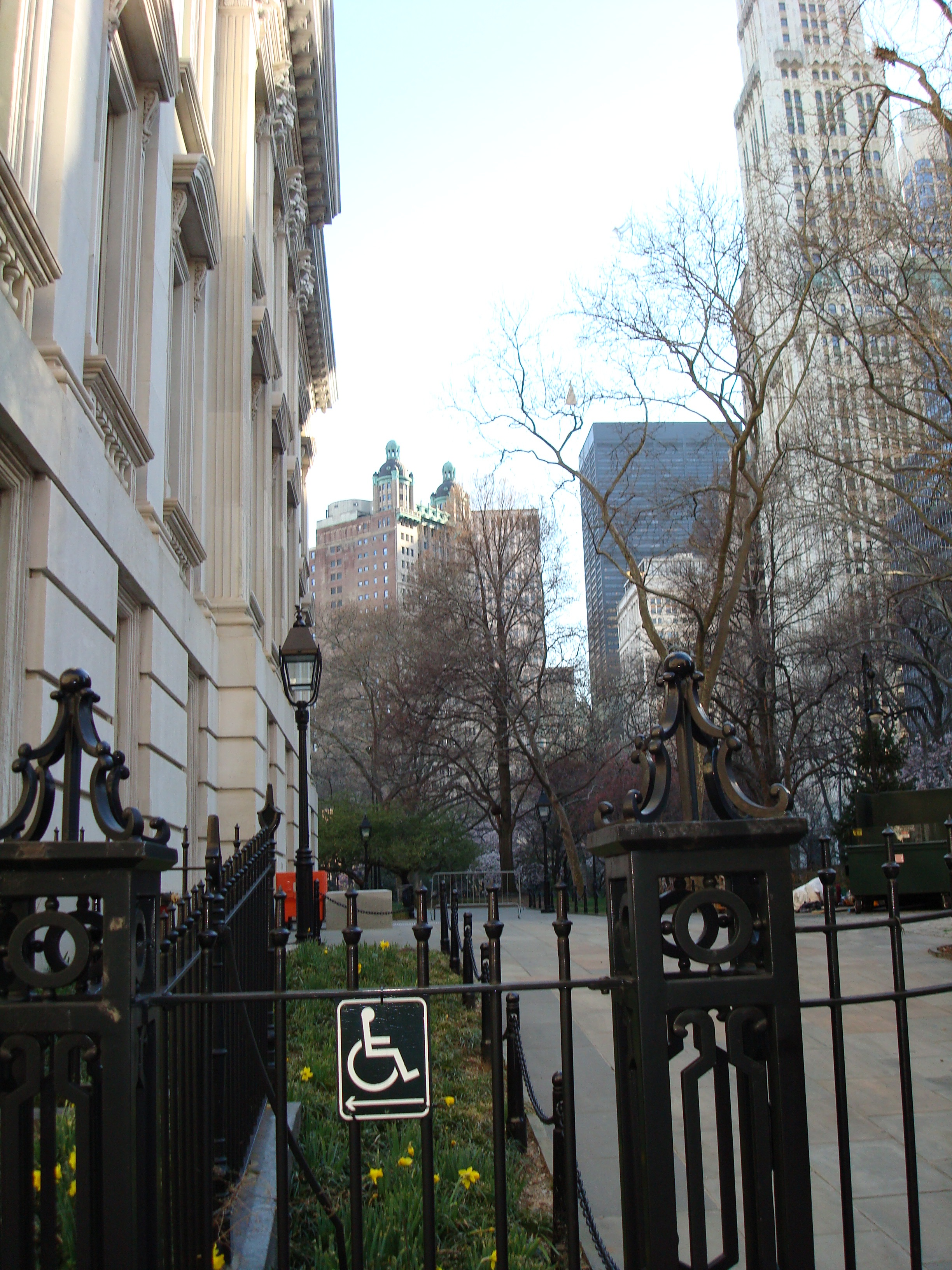
Вид со стороны парка у городской ратуши